# Christoffer Aspgren
Christoffer Aspgren (sinh ngày 20 tháng 9 năm 1995) là một cầu thủ bóng đá người Thụy Điển thi đấu ở vị trí tiền vệ cho Sandvikens IF.